# 熊熊寶貝遇見你
《熊熊寶貝遇見你》（英語：We Baby Bears）是卡通頻道工作室製作的改編自丹尼爾·鍾的網路漫畫《三隻熊》的美國動畫情景喜劇。該節目是《熊熊遇見你》的衍生作品，講述三隻小熊因為意外獲得魔法箱子，而展開在不同世界穿梭的冒險。
該劇於2022年1月8日 上午10點30分在台灣卡通頻道首播，隨卡通頻道節目活動世界由我創，加入台灣卡通頻道的節目表中。
邀請南韓樂團TRI.BE主唱熊熊寶貝遇見你主題曲《樂活頌》

## 故事簡介
故事最開始，熊熊寶貝原本與一個家庭住在一棟屋子裡，但由於熊熊因為想幫忙，卻一再造成破壞，讓房東氣到不行，因此將他們趕出去，三隻熊與他們的箱子被丟出房東家。他們便帶著箱子到了一座兒童遊樂場，大大寶貝想到：我們可以一起跟流星許願，但隨後突然一陣流星雨朝他們襲來，三隻熊便躲進箱子中，箱子被其中一顆流星擊重，因此賦予了箱子生命，讓他擁有了魔法，可以帶著熊熊寶貝前往各式各樣的異世界探索，尋找熊熊寶貝們想要的家。

## 登場角色

### 主要角色
- 大大寶貝（Baby Grizz）

灰熊。勇於冒險、熱愛交際、個性樂觀。在透過箱子來去各個世界時，也認識許多朋友。
- 胖達寶貝（Baby Panda）

貓熊。相比前作更加活潑、個性樂觀，與前作同為素食主義者，但此劇情未顯示同對花生過敏，甚至很會畫畫。
- 阿極寶貝（Baby Panda）

北極熊。沉默寡言、個性冷淡，與前作同樣是三隻熊當中，武藝最厲害的。
- 魔法箱子（Box）

原本是一個普通的紙箱，因為意外被流星雨打重，箱子上多了一顆金色星星，賦予箱子魔法。能讓熊熊寶貝穿越到異世界，前往他們想去的世界，找到他們想要的家。阿極寶貝曾說：這個箱子是第四個兄弟

## 製作
該劇原定於2021年春季在美國卡通頻道首播，但延期至2022年1月。Manny Hernandez 為本作導演，並擔任製片人。丹尼爾·鍾 則擔任執行製片人。
本劇作與《夏令營奇幻島》聯動推出萬聖節特輯，於2022年10月8日首播。

## 相關連結
- 卡通頻道亞洲版 YouTube 頻道｜Cartoon Network Asia YouTube Channel （页面存档备份，存于）
- 卡通頻道亞洲官方網站｜Cartoon Network Asia Website （页面存档备份，存于）
- 熊熊寶貝遇見你 - 卡通頻道亞洲官方網站｜We Baby Bears - Cartoon Network Asia Website （页面存档备份，存于）
- 熊熊寶貝遇見你（電視劇） - IMDb
- TRI.BE(트라이비) 樂活頌 (熊熊寶貝遇見你主題曲) Official Audio (Chinese ver.) （页面存档备份，存于）
- 一同踏上充滿魔法的奇幻旅程《熊熊寶貝遇見你》1 月 8 日卡通頻道首播《WE BABY BEARS》 - 巴哈姆特 （页面存档备份，存于）